# 側式疊式月台
側式疊式月台屬於側式月台的一種，亦稱為側疊式月台，為將兩條軌道分成上下行不同樓層的月台形式，大多在車站腹地不足時的狀況使用，少部分情況下也可預留空間，方便未来擴建為同台换乘站的可能。

## 台灣

### 臺北

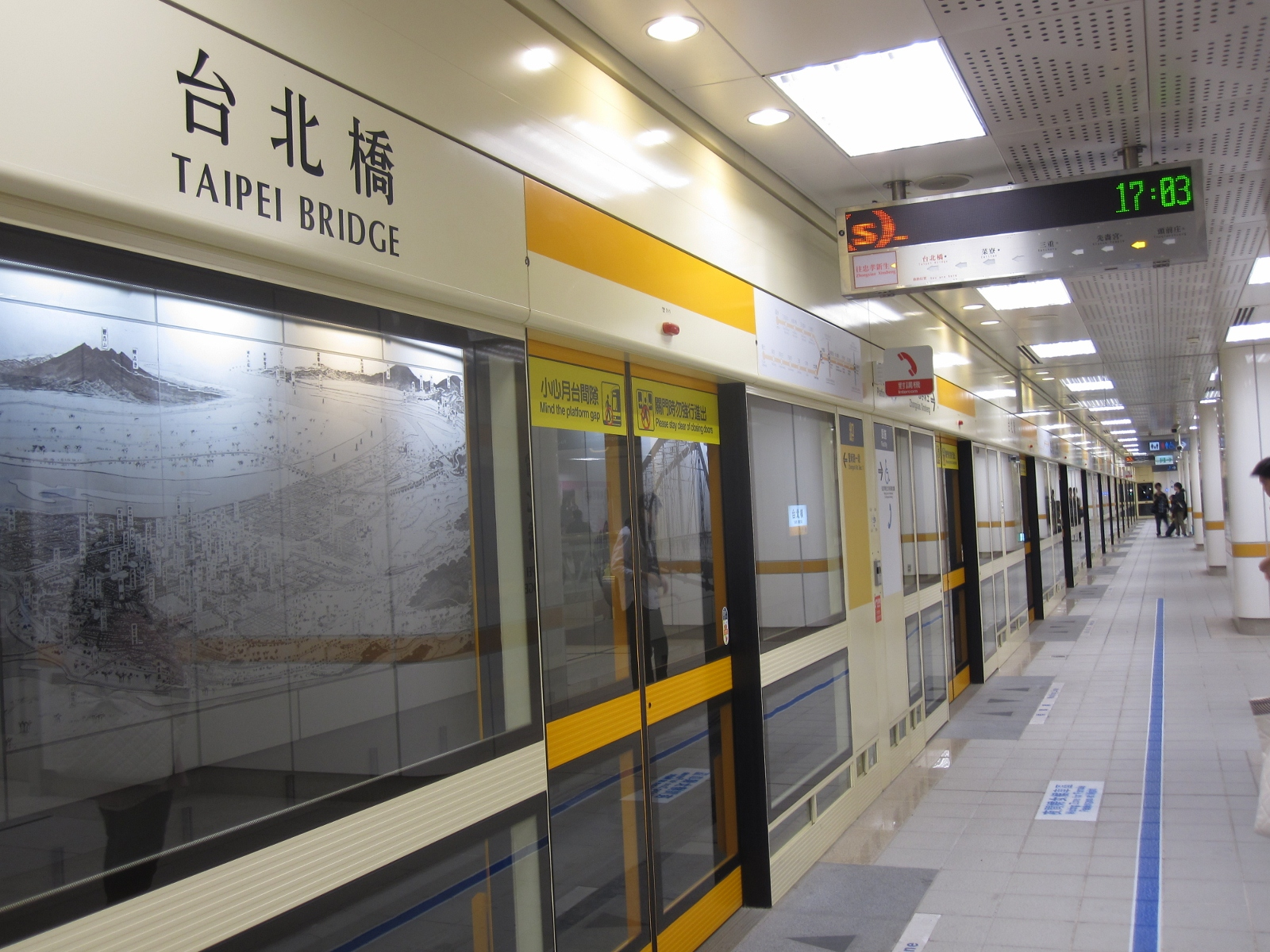
台北捷運台北橋站

- 台北捷運
  - 地下側式疊式月台
    - 中和新蘆線永安市場站、景安站、台北橋站
    - 板南線府中站
    - 環狀線劍南路站（尚未營運）
    - 萬大線中和站（尚未營運）

  - 高架側式疊式月台
    - 環狀線中原站、橋和站、中和站

### 高雄
- 高雄捷運
  - 地下側式疊式月台
    - 橘線大東站

## 中國大陸

### 北京

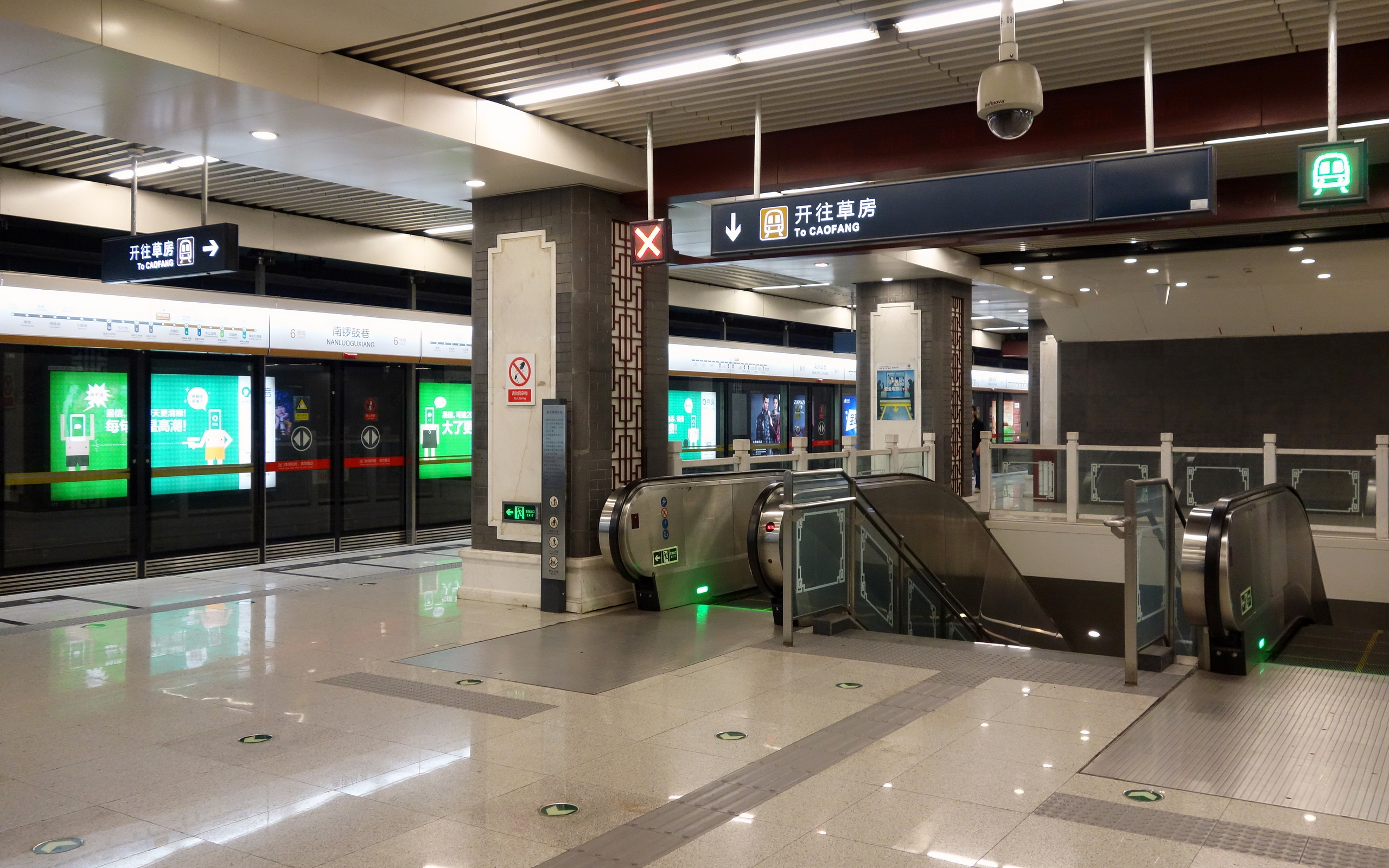
北京地铁6号线南锣鼓巷站的侧式叠式站台

- 北京地铁6号线、8号线南锣鼓巷站[註 1]
- 北京地铁14号线七里庄站[註 2]
- 北京地铁16号线苏州桥站[註 3]
- 北京地铁17号线潘家园西站[4]
- 北京地铁昌平线清河小营桥站[註 4]

### 上海
- 上海地铁4号线南浦大桥站[註 5]
- 上海地铁11号线曹杨路站[註 6]

### 广州
- 广州地铁5号线动物园站[註 7]
- 广州地铁13号线罗冲围站[5]

### 佛山
- 佛山地铁3号线叠滘站[註 8]

### 深圳
- 深圳地鐵1號綫国贸站、老街站（2011年6月前）[註 9]
- 深圳地鐵2號綫湖貝站
- 深圳地鐵7號綫洪湖站、笋崗站、黃木崗站[註 10]
- 深圳地鐵9號綫向西村站

### 郑州
- 郑州地铁3号线人民公园站

### 天津
- 天津地铁5号线成林道站、津塘路站[註 11]
- 天津地铁10号线财经大学站[註 12]

## 香港
- 港鐵港島綫中環站[註 13]、灣仔站、銅鑼灣站、天后站及西灣河站
- 港鐵東涌綫、機場快綫青衣站
- 港鐵機場快綫機場站（2007年2月前及2019年11月28日後）[註 14]
- 港鐵屯馬綫土瓜灣站
- 港鐵東鐵綫會展站（北港島綫通車前）

## 新加坡
- 环线 宝门廊站
- 滨海市区线 史蒂芬站、宝门廊站
- 汤申－东海岸线 纳比雅站、麦士威站、珊顿道站、滨海湾站、加东公园站、丹戎加东站

## 马来西亚
- 加影线 武吉免登站
- 布城线 安邦购物中心站

## 日本

### 東京

#### 東京地下鐵
- 千代田線町屋站、西日暮里站、千駄木站、根津站
- 半藏門線住吉站
- 有樂町線銀座一丁目站、麴町站
- 大江戶線六本木站
- 三田線三田站

#### 私鐵
- 東京臨海高速鐵道臨海線大井町站
- 東急電鐵田園都市線櫻新町站
- 京成電鐵京成本線日暮里站

### 橫濱
- 橫濱市營地下鐵藍線關內車站

### 大阪

#### JR西日本
- 大阪环状线今宮車站

#### 大阪市營地下鐵
- 今里筋線關目成育站

#### 关西高速铁道
- 浪速筋线中之岛站

### 神戶
- 神戶市營地下鐵西神·山手線三宮站、縣廳前站

## 英國
- 倫敦地鐵西敏站

## 美國
- 紐約地鐵萊辛頓大道－63街車站[註 15]
- 紐約地鐵區公所／法庭街車站
- 紐約地鐵86街車站
- 紐約地鐵萊辛頓大道/59街車站
- 華盛頓地鐵羅斯林站
- 華盛頓地鐵五角大廈站
- 波士頓地鐵哈佛站[註 16]
- 洛杉磯地鐵紫線、洛杉磯地鐵紅線:威爾希爾/佛蒙特（英语：Wilson/Vermont(Los Angeles Metro station)）